# Т-15 (реактор)
Реактор Т-15 — советский и российский исследовательский термоядерный реактор, созданный в НИИЭФА по проекту Токамак.

## Предыстория
Реактор Т-15 достиг получения первой плазмы в 1988 году. С 1996 по 1998 год был выполнен ряд улучшений. Исследования должны были направляться в первую очередь на поддержку конструкции реактора ИТЭР, в которой используется та же технология — сверхпроводящие магниты.
С января 2005 года из-за нехватки финансов эксперименты были приостановлены. С 2012 г. проходит модернизацию, окончить которую планируется в декабре 2020 года.
В проекте ИТЭР у каждой страны, в нём участвующей, должен быть собственный токамак. На нём отрабатываются те или иные элементы будущего большого международного реактора. В качестве этого токамака для России выступил Т-15МД, который работает «в режиме ITER».

## Модернизированный реактор Т-15МД
После модернизации реактор Т-15МД может использоваться как гибридная установка: токамак служит источником нейтронов для начала ядерной реакции в ториевой оболочке.
Данная модернизация включает в себя создание с нуля новой электромагнитной системы и вакуумной камеры, а также новой мощной системы электропитания. Это, по сути, является созданием практически полностью нового токамака.
Модернизированный реактор Т-15МД был запущен в декабре 2020 года, торжественная церемония его запуска состоялась 18 мая 2021 года в Курчатовском институте. Впервые устойчивая термоядерная плазма была создана на Т-15МД в апреле 2023 года, ещё через четыре месяца впервые прошли испытания энергетического пуска. Полностью модернизация должна была завершиться в 2024 году.
В ходе модернизации реактор Т-15МД получил ряд новых систем, однако его общая архитектура и принципы работы не претерпели принципиальных изменений. Как и ранее, токамак должен создавать и поддерживать при помощи магнитного поля плазменный шнур. Реактор образует шнур с аспектным отношением 2,2 и током плазмы 2 МА в магнитном поле 2 Т.
Модернизация 2021-2024 годах должна была пройти в два этапа. 

### Первый этап модернизации (2020 год[6][7])
В рамках первого этапа на Т-15МД должны были установить:
- 3 инжектора быстрых атомов общей мощностью 6 МВт
- 5 гиротронов общей мощностью 5 МВт

По результатам модернизации реактор стал гибридным. В специальных отсеках в т.н. бланкете предлагается размещать ядерное топливо – в его качестве используется торий-232. При работе реактора топливо должно задерживать исходящий от шнура поток нейтронов высокой энергии. При этом торий-232 трансмутирует в уран-233.
Получившийся изотоп можно использовать в качестве топлива для атомных электростанций. В этой роли он не уступает традиционному урану-235, но выгодно отличается меньшим периодом полураспада отходов. Дополнительные преимущества связаны с тем, что торий более распространён в земной коре и существенно дешевле урана.
Гибридный токамак может использоваться
- для трансмутации высокоактивных отходов
- производства ядерного топлива: уран-238 и другие компоненты отработанного ядерного топлива можно преобразовывать в другие изотопы, в т.ч. для производства новых топливных сборок (ТВЭЛ) для АЭС.
- в качестве  АЭС, в этом случае в бланкете должен циркулировать теплоноситель, обеспечивающий передачу тепловой энергии турбогенератору.

### Второй этап модернизации (2024 год)
К 2024 году должны были внедрить: 
- систему нижнегибридного нагрева и поддержания тока плазмы мощностью 4 МВт
- систему ионно-циклотронного нагрева мощностью 6 МВт

## Технические характеристики
|                                               | Т-15   | Т-15МД | ИТЭР   |
| --------------------------------------------- | ------ | ------ | ------ |
| Магнитное поле                                | 3,6 Тл | 3,6 Тл | 5,3 Тл |
| Большой диаметр тора                          | 4,6 м  | 4,9 м  | 12,4 м |
| Малый диаметр тора                            | 1,4 м  | 1,4 м  | 4 м    |
| Объём плазмы, м³                              | 50     | 50     | 837    |
| Максимальная сила тока в плазменном шнуре, МА | 1,8    | 2      | 15     |
| Продолжительность импульса, с                 | 15     | 30     | >400   |

Температура плазмы на Т-15МД достигает 9 КэВ (около 100 млн градусов), а плотность плазмы — 1014 частиц на см³.
На установке использовался сверхпроводящий ниобий-оловянный тороидальный магнит, на момент запуска реактора он был крупнейшим в мире.